# Mont Watten
Der Mont Watten (niederländisch Watenberg, französisch Mont de Watten) ist ein Berg in der Region Westhoek von Französisch-Flandern im Norden von Frankreich in der Nähe des Ortes Watten. Der Wattenberg ist einer der Zeugenhügel der Monts des Flandres.

## Geographische Lage
Der Watenberg ist die östlichste Erhebung einer Hügelkette, des Mittelkammes im Heuvelland (auch: Vlaemsche Bergen). Dieser umfasst den Mont de Cassel, Wouwenberg, Katsenberg, Boeschepeberg, Kokereelberg, Zwarteberg, Vidaigneberg, Baneberg, Rodeberg, Sulferberg, Goeberg, Scherpeberg, Monteberg, Kemmelberg und Lettenberg.

## Geschichte
Während der Französischen Revolution wurde die Abtei auf dem Berg zerstört, nur der Turm wurde erhalten, da er für die Orientierung der Seeleute wichtig war.
Im 18. Jahrhundert wurde auf dem Gipfel eine Windmühle erbaut.